# Sant Josep de sa Talaia (kommunhuvudort)
Sant Josep de sa Talaia är en kommunhuvudort i Spanien.   Den ligger i regionen Balearerna, i den östra delen av landet, 500 km öster om huvudstaden Madrid. Sant Josep de sa Talaia ligger 206 meter över havet och antalet invånare är 2 341. Den ligger på ön Ibiza.
Terrängen runt Sant Josep de sa Talaia är kuperad västerut, men österut är den platt. Sant Josep de sa Talaia ligger uppe på en höjd.Runt Sant Josep de sa Talaia är det ganska tätbefolkat, med 90 invånare per kvadratkilometer. Närmaste större samhälle är San Antonio, 6,5 km norr om Sant Josep de sa Talaia. 